# Maccabi Tel Aviv Football Club
Pour les articles homonymes, voir Maccabi Tel-Aviv.
Maillots
Actualités
Le Maccabi Tel-Aviv Football Club, couramment abrégé en Maccabi Tel-Aviv (en hébreu : מכבי תל אביב), est un club israélien de football fondé en 1906 et basé dans la ville de Tel Aviv-Jaffa. Il fait partie du club omnisports de même nom.
Le Maccabi Tel-Aviv est le club de football le plus titré d'Israël. Il a remporté vingt-sept fois le championnat d'Israël, vingt-quatre fois la Coupe d'Israël, neuf Coupes de la ligue, huit Supercoupes d'Israël et deux Ligues des champions de l'AFC (avant l'éviction en 1974 de la fédération israélienne de la confédération asiatique de football).
C'est le seul club du pays à ne jamais avoir été relégué et l'un des trois à avoir atteint les phases de groupes de la Ligue des champions.

## Histoire du club

### Fondation
Le club est fondé en 1906 à HaRishon Lezion-Yafo. Il est alors le premier club de football juif en Palestine ottomane. Le nom d'origine porté par ce club était HaRishon Lezion-Yafo (de la naissance du club jusqu'en 1909). Le premier match a été soldé par une victoire 3-0 contre une équipe constituée de marins français.
Après la fondation de Tel Aviv en 1909 le nom du club fut changé en Maccabi Tel-Aviv. À cette époque, le Maccabi fait partie des membres fondateurs de la Fédération de Palestine de football et la Ligue de Palestine mandataire.
En 1922, il devient le premier club juif à participer à des compétitions régionales.

### Invitation aux États-Unis
En 1936, le club est invité à jouer aux États-Unis. Sur la route vers le continent américain, le Maccabi fait halte en France où il se confronte au Racing Club de Paris et à l'Olympique lillois. Aux États-Unis, les joueurs de Tel Aviv dispute une rencontre face à une équipe All-star de la ville de New York au Yankee Stadium, en présence de 50 000 spectateurs. Le Maccabi a également battu une sélection composée de joueurs de la Ligue américaine de football à Brooklyn puis à  Philadelphie. Les autres matchs les ont opposés aux Saint-Louis Stars et Boston Celtics. La tournée se poursuit jusqu'au Canada, où le Maccabi fait match nul 1-1 avec le Toronto All-Stars. En 1939, le club joue 18 matches en Australie.

### Ligue des champions
Depuis l'indépendance d’Israël, en 1948, Le Maccabi Tel-Aviv est le club le plus titré du pays. Lors de la saison 2004-2005, le Maccabi connait sa première participation à la phase de groupes de Ligue des Champions (dans le groupe D, avec la Juventus FC, l'Ajax Amsterdam et le Bayern de Munich. Sa deuxième expérience à ce niveau de la compétition intervient dix ans plus tard en 2015-2016 après une qualification dantesque face au FC Bâle. Le club tombe dans le groupe G composé de Chelsea, du FC Porto et du Dynamo Kiev mais termine bon dernier avec 0 point.

## Stade et infrastructures
Le Maccabi Tel Aviv joue au Stade Bloomfield qui a une capacité de 29 400 places. Depuis 2016, des travaux de rénovation ont été entrepris pour augmenter le nombre de sièges (environ 29 000) et ainsi satisfaire aux normes de l'UEFA et de la FIFA. Ainsi, le club joue provisoirement au Stade de Netanya. En outre, le Maccabi Tel Aviv a joué plusieurs matches de Ligue des champions au stade Sammy-Ofer de Haïfa.
Le centre d'entrainement du Maccabi Tel Aviv est situé dans le sud de la ville, près d'Holon et du quartier Kiryat Shalom. Les différentes équipes du Maccabi Tel Aviv ont commencé à s'entraîner dans ce complexe au milieu des années 1970. Le centre comporte deux gymnases, plusieurs salles de soins et d'autres infrastructures.

## Palmarès
| Compétitions nationales | Compétitions internationales                                     | |
| --- | ---------------------------------------------------------------- | --- |
| \| - Championnat d'Israël (27) : - Champion : 1923, 1929, 1937, 1939, 1941, 1947, 1949-50, 1951-52, 1953-54, 1955-56, 1957-58, 1967-68, 1969-70, 1971-72, 1975-77, 1978-79, 1991-92, 1994-95, 1995-96, 2002-03, 2012-13, 2013-14, 2014-15, 2018-19, 2019-20, 2023-24 et 2024-25. - Vice-champion : 1954-55, 1959-60, 1965-66, 1973-74, 1992-93, 1993-94, 1998-99, 2003-04, 2009-10, 2015-16, 2016-17, 2017-18 et 2020-21. - Coupe d'Israël (24) : - Vainqueur : 1929, 1930, 1933, 1941, 1946, 1947, 1953-54, 1954-55, 1957-58, 1958-59, 1963-64, 1964-65, 1966-67, 1969-70, 1976-77, 1986-87, 1987-88, 1993-94, 1995-96, 2000-01, 2001-02, 2004-05, 2014-15 et 2020-21. - Finaliste : 1934, 1938, 1940, 1961-62, 1975-76, 1978-79, 1982-83, 1991-92, 1992-93, 1996-97 et 2015-16. \| \| - Coupe de la Ligue (9) : - Vainqueur : 1992-93, 1998-99, 2008-09, 2014-15, 2017-18, 2018-19, 2020-21, 2023-24 et 2024-25. - Finaliste : 1991-92 et 2019-20. - Supercoupe d'Israël (8) : - Vainqueur : 1965, 1968, 1977, 1979, 1988 , 2019, 2020 et 2024. - Finaliste : 1965, 1970, 2015 et 2021. \| | - Ligue des champions de l'AFC (2) : - Vainqueur : 1969 et 1971. | |
| - Championnat d'Israël (27) : - Champion : 1923, 1929, 1937, 1939, 1941, 1947, 1949-50, 1951-52, 1953-54, 1955-56, 1957-58, 1967-68, 1969-70, 1971-72, 1975-77, 1978-79, 1991-92, 1994-95, 1995-96, 2002-03, 2012-13, 2013-14, 2014-15, 2018-19, 2019-20, 2023-24 et 2024-25. - Vice-champion : 1954-55, 1959-60, 1965-66, 1973-74, 1992-93, 1993-94, 1998-99, 2003-04, 2009-10, 2015-16, 2016-17, 2017-18 et 2020-21. - Coupe d'Israël (24) : - Vainqueur : 1929, 1930, 1933, 1941, 1946, 1947, 1953-54, 1954-55, 1957-58, 1958-59, 1963-64, 1964-65, 1966-67, 1969-70, 1976-77, 1986-87, 1987-88, 1993-94, 1995-96, 2000-01, 2001-02, 2004-05, 2014-15 et 2020-21. - Finaliste : 1934, 1938, 1940, 1961-62, 1975-76, 1978-79, 1982-83, 1991-92, 1992-93, 1996-97 et 2015-16. |                                                                  | - Coupe de la Ligue (9) : - Vainqueur : 1992-93, 1998-99, 2008-09, 2014-15, 2017-18, 2018-19, 2020-21, 2023-24 et 2024-25. - Finaliste : 1991-92 et 2019-20. - Supercoupe d'Israël (8) : - Vainqueur : 1965, 1968, 1977, 1979, 1988 , 2019, 2020 et 2024. - Finaliste : 1965, 1970, 2015 et 2021. |

## Personnalités du club

### Présidents
- Amir Drider
- Jack Angelides

### Entraîneurs
Le tableau suivant présente la liste des entraîneurs du club depuis 1910.
| Rang | Nom                           | Période          |
| ---- | ----------------------------- | ---------------- |
| 1    | Emanuel Gur-Arie              | années 1910      |
| 2    | ?                             | années 1910-1920 |
| 3    | Shimon Ratner                 | années 1920-1934 |
| 4    | Egon Pollak                   | 1934-1939        |
| 5    | Alexander ???                 | 1939             |
| 6    | Armin Weiss                   | 1939-1941        |
| 7    | Egon Pollak                   | 1941-1947        |
| 8    | Moshe Beit haLevi             | 1947-1952        |
| 9    | Gaul Mechlis                  | 1952-1953        |
| 10   | Moshe Beit haLevi             | 1953-1957        |
| 11   | Joseph Tessler                | 1957-1959        |
| 12   | Yosef Mirmovich               | 1959-1961        |
| 13   | Ignac Molnár                  | 1961-1962        |
| 14   | Israel Halivner               | 1962             |
| 15   | Slabolo Stankovic             | 1962             |
| 16   | S. Stanković & M. Beit haLevi | 1962-1964        |
| 17   | ?                             | 1964-1967        |
| 18   | Eliezer Spiegel               | 1966-1967        |
| 19   | Zvi Erlich                    | 1967             |
| 20   | Israel Halivner               | 1967-1968        |
| 21   | Yosef Mirmovich               | 1968-1969        |
| 22   | David Schweitzer              | 1969-1970        |
| 23   | Israel Halivner               | 1970-1971        |
| 24   | Itzhak Schneor                | 1971-1972        |
| 25   | Yosef Mirmovich               | 1972-1973        |

| Rang | Nom                         | Période   |
| ---- | --------------------------- | --------- |
| 26   | Itzhak Schneor              | 1973-1976 |
| 27   | Ya'akov Grundman            | 1976-1977 |
| 28   | Shmulik Perlman             | 1977-1978 |
| 29   | Nissim Bachar               | 1978-1979 |
| 30   | Zvi Rosen                   | 1979-1980 |
| 31   | Ze'ev Seltzer               | 1980-1981 |
| 32   | Ya'akov Grundman            | 1981-1982 |
| 33   | Nissim Bachar               | 1982      |
| 34   | David Schweitzer            | 1982-1983 |
| 35   | Itzhak Schneor              | 1983-1985 |
| 36   | Shimon Shenhar              | 1985-1987 |
| 37   | G. Spiegel & D. Bar-Nur     | 1987-1988 |
| 38   | Yosef Mirmovich             | 1989-1990 |
| 39   | Zvi Rosen                   | 1990-1991 |
| 40   | Avraham Grant               | 1991-1995 |
| 41   | Dror Kashtan                | 1995-1996 |
| 42   | Avraham Grant               | 1996-2000 |
| 43   | Shlomo Scharf               | 2000      |
| 44   | Eli. & A. Ouvarov (intérim) | 2000      |
| 45   | Nir Levine                  | 2000-2002 |
| 46   | Nir Klinger                 | 2002-2005 |
| 47   | Eli Driks (intérim)         | 2005      |
| 48   | Ton Caanen                  | 2005      |
| 49   | Eli Cohen                   | 2006-2007 |
| 50   | Nir Levine                  | 2007-2008 |

| Rang | Nom                    | Période   |
| ---- | ---------------------- | --------- |
| 51   | Ran Ben Shimon         | 2008      |
| 52   | Marco Balbul           | 2008-2009 |
| 53   | Avi Nimni              | 2009-2010 |
| 54   | Yossi Mizrahi          | 2010-2011 |
| 55   | Itzik Ovadia (intérim) | 2011      |
| 56   | Motti Ivanir           | 2011      |
| 57   | Nir Levine (intérim)   | 2011-2012 |
| 58   | Óscar García           | 2012-2013 |
| 59   | Paulo Sousa            | 2013-2014 |
| 60   | Óscar García           | 2014      |
| 61   | Pako Ayestarán         | 2014-2015 |
| 62   | Slaviša Jokanović      | 2015      |
| 63   | Peter Bosz             | 2015-2016 |
| 64   | Shota Arveladze        | 2016-2017 |
| 65   | Lito Vidigal           | 2017      |
| 66   | Jordi Cruyff           | 2017-2018 |
| 67   | Vladimir Ivić          | 2018-2020 |
| 68   | Giorgos Donis          | 2020      |
| 69   | Patrick Van Leeuwen    | 2020-2021 |
| 70   | Mladen Krstajić        | 2021-2022 |
| 71   | Vladimir Ivić          | 2022-2023 |
| 72   | Aitor Karanka          | 2023      |
| 73   | Robbie Keane           | 2023-2024 |
| 74   | Zarko Lazetic          | 2024-     |

### Joueurs emblématiques
- Menachem Bello
- Cyrille Makanaky
- Zvi Rozen
- Rahamim Talbi
- Giora Spiegel

## Identité du club
Le nom et le logo du club font explicitement référence au judaïsme. En effet, le terme « Maccabi » renvoie aux Maccabées et le logo du club arbore une étoile de David.

Ancien logo.
Logo actuel.

## Soutien et image

### Supporters et popularité
Selon un sondage publié par le quotidien israélien Yedioth Ahronoth, le Maccabi Tel Aviv est le deuxième club avec le plus de supporters d'Israël. Ce même sondage montre que 33% des habitants de Tel Aviv soutiennent le club.[réf. nécessaire]
Le principal groupe de supporteurs du Maccabi Tel Aviv s'appelle les « Maccabi Fanatics ». Ils occupent la Porte 11 du Bloomfield Stadium. Jusqu'en 2016, ils ont entretenu des liens étroits avec le groupe d'ultras de l'Ajax Amsterdam « Vak 410 », aujourd'hui dissout.

### Affrontements d'Amsterdam
Dans les années 2020, la réputation des supporters du club s’est déteriorée. Les ultras, parmi les supporteurs du Maccabi Tel-Aviv, sont réputés proche de la droite israélienne[réf. nécessaire]. En mars 2024 en Grèce, au cours d'un déplacement un match de leur équipe contre l’équipe de l'Olympiakos, à Athènes, ils ont été accusés d’avoir agressé un homme portant un drapeau palestinien[réf. nécessaire].
Des difficultés sont par ailleurs apparues, dont ils ont été les victimes en raison du mauvais contrôle des éléments les plus extrémistes[réf. nécessaire]. Des personnes présentées comme des supporters ont été victimes de violences qui ont causé 5 hospitalisations et 62 arrestations chez leurs agresseurs lors d’un déplacement à Amsterdam le 7 novembre 2024 à la fin du match de Ligue Europa entre l'Ajax et leur équipe, battue 5-0[réf. nécessaire]. Les supporters israéliens n'ont pas respecté la minute de silence d'avant-match dédiée aux victimes des Inondations de 2024 en Espagne en raison des critiques du gouvernement espagnol, contre la politique du gouvernement israélien à Gaza,,, causant des perturbations dans le stade et certains d'entre eux, en quittant le stade, ont été pris à partie dans plusieurs lieux de la ville néerlandaise. Selon le quotidien israélien Haaretz, ils ont été victimes d'une « embuscade planifiée » et des policiers ont dû intervenir pour les escorter jusqu'à leurs hôtels  .
La maire écologiste d'Amsterdam a alerté l'opinion publique néerlandaise sur une « explosion d'antisémitisme » qui « n'avait pas été vue depuis longtemps ». Selon la maire, les agresseurs ont frappé des fans de Maccabi avant de prendre la fuite, avec « des hooligans sur des scooters ». De son côté, le procureur a annoncé qu'une dizaine de suspects seraient jugés « lors d’un procès accéléré dans les plus brefs délais ». La veille, les partisans du Maccabi ont retiré un drapeau palestinien d’une façade, détruit un taxi, et brûlé un autre drapeau palestinien, selon des vidéos que Le Monde a pu identifier et Peter Holla, chef de la police d'Amsterdam. Une autre vidéo montre des supporteurs du Maccabi Tel-Aviv scander « Laissons Tsahal gagner pour finir les Arabes. »  et une troisième, citée par Associated Press, les montre scander des slogans anti-arabes en utilisant l’acronyme de l’armée israélienne alors qu’ils se dirigent vers le stade, escortés par la police.
Les services de sécurité de Tel-Aviv avaient en amont du drame alerté les néerlandais du risque d’escalade. De leur côté, les autorités d'Amsterdam ont rappelé que 800 policiers étaient mobilisés dont 200 policiers antiémeutes, "dispositif exceptionnel à l’échelle de la ville". Malgré cela, des violences ont lieu dès la veille de la rencontre, quand un groupe de chauffeurs VTC obligeant les supporteurs israéliens à se réfugier dans un casino, et les tensions ont repris dans la journée avant le match, des fans de l’Ajax devant s’interposer  dans le métro. Des chauffeurs de taxi se concertent sur Telegram pour lancer des attaques après des vidéos montrant une personne frappée à terre par des supporteurs israéliens, ou encore l'un d'eux poursuivant un autre homme, une ceinture à la main[réf. nécessaire].
Une polémique a ensuite éclaté en Angleterre où la chaîne de télévision Sky News a été accusée par des internautes propalestiniens d’avoir manipulé l'information sur le sujet, en diffusant d'abord  un reportage qui documentait les actes de supporters du Maccabi à Amsterdam puis en décidant ensuite qu'il serait supprimé.
Le gouvernement turc a de son côté refusé d'organiser un autre match du Maccabi, prévu pour la fin novembre. L'UEFA a  décidé qu'il aurait lieu « dans un pays neutre » pour des raisons de sécurité, la Hongrie acceptant de l'accueillir, mais seulement à huis clos.
La fondation Hind Rajab a déposé plainte contre les supporters du Maccabi Tel Aviv FC pour avoir chanté des slogans appelant au génocide comme « il n’y a pas d’école à Gaza parce qu’il n’y reste pas d’enfants » que la fondation décrit comme une rhétorique génocidaire et une incitation,.

### Rivalités
Le club entretient une rivalité avec l'Hapoël Tel-Aviv. Chaque confrontation entre les deux clubs donne lieu au « Grand derby de Tel Aviv » (par opposition au « Petit derby de Tel Aviv » entre Bnei Yehoudah et l'Hapoël Tel-Aviv). Le club entretient également des rivalités avec le Beitar Jerusalem, le Maccabi Haïfa et l'Hapoël Beer-Sheva.